# Marie Windsor
Marie Windsor (11 de diciembre de 1919 - 10 de diciembre de 2000) fue una actriz estadounidense, llamada "La Reina de las Bes", debido a su actuación en numerosas producciones de cine negro de serie B.

## Biografía
Su verdadero nombre era Emily Marie Bertelson, y nació en Marysvale (Utah).
Windsor, antigua Miss Utah y de elevada estatura, estudió teatro bajo las órdenes de Maria Ouspenskaya, y tras varios años trabajando como operadora telefónica, actriz teatral y radiofónica, además de extra en el cine, empezó a actuar en largometrajes en 1947.
Su primer papel destacado llegó junto a John Garfield en Force of Evil, interpretando a la seductora Edna Tucker. Windsor también tuvo actuaciones de importancia en filmes de cine negro tales como The Sniper, The Narrow Margin, City That Never Sleeps y The Killing, de Stanley Kubrick, en el papel de la intrigante esposa de Elisha Cook Jr.. 
Posteriormente trabajó en la televisión, actuando en producciones como Maverick (en los episodios "The Quick and the Dead" con James Garner y "Epitaph for a Gambler"), El Increíble Hulk, General Hospital, Murder, She Wrote y Rawhide ("Incident on the Edge of Madness").
Tras retirarse de la interpretación, se dedicó a la pintura y a la escultura. Falleció en 2000 en Beverly Hills, California, a causa de una insuficiencia cardíaca. Fue enterrada en el Cementerio Mountain View de Marysvale (Utah).
Se casó en dos ocasiones. La primera con el actor Ted Stevens, de quien se divorció más tarde, y la segunda con Jack Hupp, miembro del equipo olímpico de baloncesto de los Estados Unidos en 1936, y con el que tuvo un hijo.

## Filmografía
| - All American Co-Ed (1941) - Playmates (1941) - Eyes in the Night (1942) - The Big Street (1942) - Smart Alecks (1942) - The Lady or the Tiger? (1942) - Call Out the Marines (1942) - Four Jacks and a Jill (1942) - Three Hearts for Julia (1943) - Chatterbox (1943) - Follow the Leader (1944) - I Love My Wife, But! (1947) - The Unfinished Dance (1947) - Song of the Thin Man (1947) - The Hucksters (1947) - The Romance of Rosy Ridge (1947) - Living in a Big Way (1947) - La fuerza del mal (1948) - The Three Musketeers (1948) - The Pirate (1948) - On an Island with You (1948) - The Fighting Kentuckian (1949) - Hellfire (1949) - The Beautiful Blonde from Bashful Bend (1949) - Outpost in Morocco (1949) - Double Deal (1950) - Frenchie (1950) - The Showdown (1950) - Dakota Lil (1950) - Two Dollar Bettor (1951) - Hurricane Island (1951) - Little Big Horn (1951) - The Jungle (1952) - The Sniper (1952) - The Narrow Margin (1952) - Outlaw Women (1952) - Japanese War Bride (1952) | - The Eddie Cantor Story (1953) - Cat-Women of the Moon (1953) - City That Never Sleeps (La ciudad que nunca duerme) (1953) - So This Is Love (1953) - Trouble Along the Way (Un conflicto en cada esquina) (1953) - The Tall Texan (1953) - The Bounty Hunter (1954) - Hell's Half Acre (1954) - Abbott and Costello Meet the Mummy (1955) - The Silver Star (1955) - Swamp Women (1955) - No Man's Woman (1955) - Two-Gun Lady (1956) - The Killing (1956) - The Story of Mankind (1957) - The Parson and the Outlaw (1957) - The Girl in Black Stockings (1957) - The Unholy Wife (Esposa culpable) (1957) - Island Woman (1958) - Day of the Bad Man (1958) - Paradise Alley (1962) - Critic's Choice (1963) - The Day Mars Invaded Earth (1963) - Bedtime Story (Dos seductores) (1964) - Mail Order Bride (1964) - Chamber of Horrors (1966) - The Good Guys and the Bad Guys (Un hombre impone la ley) (1969) - Support Your Local Gunfighter (Látigo) (1971) - One More Train to Rob (1971) - The Outfit (1973) - Cahill U.S. Marshal (La soga de la horca) (1973) - Hearts of the West (1975) - Freaky Friday (1976) - Lovely But Deadly (1981) - Commando Squad (1987) - Stanley Kubrick: A Life in Pictures (2001) |

## Televisión
- Bat Masterson, como la propietaria del saloon Polly Landers en el episodio "The Fighter" (1958)
- Wild Women (1970) (TV)
- The Manhunter (1974) (TV)
- Salem's Lot (1979) (TV)
- The Perfect Woman (1981) (TV)
- J.O.E. and the Colonel (1985) (TV)